# 嵐山モンキーパークいわたやま
嵐山モンキーパークいわたやま（あらしやまモンキーパークいわたやま）は、京都市西京区の嵐山の支峰・岩田山中腹（標高160メートル）にある野猿公苑。餌付けされた約120頭の野生のニホンザルが施設一帯に自由に滞留しており、間近に観察できる。

## 概要
京都市は百万超の人口を擁する大都市でありながら、その中心部から1時間以内の交通至便の場所に、野生のサルの棲息地（嵐山・比叡山）をもつ、世界でも稀有な都市とされる。
嵐山は、近郊の西芳寺谷、大枝、カモメ谷、ハトヶ巣山などと共に、野生ニホンザルの棲息地として知られてきた。これを戦後の観光ブームにあやかって、観光資源として活用したいという地元の運動があり、先行した高崎山自然動物園、帝釈峡野猿公園（閉苑）、箕面山自然動物園（閉苑）などに続いて、1957年（昭和32年）に岩田山自然遊園地として開苑した。
以来、野外博物館としての理想を追い求めつつ、時に苦難の行路を歩んできた。この間、個体数の急増とそれに伴う群れの分裂、さらに山麓地域への猿害のほか、山の所有者の変更など、幾度かの危機に直面し存廃の岐路に立たされたこともあったが、1976年より後継者による経営の引き受けを経て、新体制の下で運営が継続されてきた。近年は訪日外国人旅行者の来苑が増え、国内外で知られるようになった。
一方で、研究者によるフィールドワークの場でもあり、日本の霊長類学研究に多くの業績を残した。開苑当初からすべての個体が識別され、母系の血縁関係が把握されている（外部リンク参照）。

## 歴史

### 開苑まで
渡月橋近くの老舗旅館経営者が別府市を訪れた際、高崎山での取り組みに触発され、嵐山での野猿公苑実現を企図したのが事の発端である。1954年（昭和29年）の7月に発案者や山の所有者のほか、農林省京都営林署長、京都市観光局の課長・係長、京都大学霊長類研究グループの代表宮地伝三郎や研究者など約10名の出席のもとに初会合が開かれ、岩田山にて岩田家の個人経営と決定し、サルの調査および餌付けは京大霊長類研究グループの研究者間直之助に一任されることとなり、すぐさま本格的な調査が開始された。
当時嵐山の野生のニホンザルについては糞のみの発見にとどまり、研究者には手つかずの状態であった。任された間直之助も、そう易々と見つかるはずがない難所と認識しており、実際、実地調査の開始から二か月もの間、山中の道なき道を歩き回っても子ザルの影一匹見つからなかった。この間、聞き込み捜査にも力を入れるとともに、山の地形の把握やデータ記入用の白地図の作成などで来るべき遭遇に備えた。同年9月、山を二つ越えた亀岡市との市境にあるカモメ谷で新鮮なサルの糞や食いカスが見つかり、群れの存在の確証が得られたため、以後たびたびカモメ谷へ通うようになる。そして翌10月の下旬、保津川下りの船頭からの目撃情報を受けて嵐山の国有林内に待機すること二日、ついにサルの群れに遭遇することができた。この群れは近辺でムクの実などを食べながら約50日間を過ごしたのち、全頭がどこかへ姿を消した。
一群が再び嵐山の国有林に現れるのは翌年の3月のことで、この時期は一年のうちで最も自然の食料が乏しい季節に当たっていた。この好機に乗じて最初の仮餌場を嵐山中腹の林道上に設置し、そこから約100メートルほどの間隔で仮餌場を岩田山の方面へと順次移動させていった。第2仮餌場で一匹の大ザルからの信頼を得ると、第3仮餌場では容易に個体識別ができるようになり、この群れは2匹のリーダーによって支配されていることが確認された。また、過日カモメ谷で見かけた群れと両群はまったくの同一であることが判明した。その後、第7仮餌場を最後に、群れはカモメ谷の方角へ姿を消したが、前年と同じく10月下旬に揃って嵐山国有林に現れた。そして同年12月24日、ついに群れの中心を構成する全頭が岩田山の餌場予定地に姿を現し、結局第11仮餌場が岩田山の本餌場となった。群れの発見から一年余りを費やしての誘導成功に、関係者一同赤飯を炊いてこれを祝ったという。さらに、明くる年の2月、ひと月ぶりに岩田山に戻ってきた群れは、そこを泊まり場としたのみならず、出産まで終えた（初子を除いた6匹）。当時、カモメ谷を含む周辺一帯では十條製紙による人工林の伐採作業が進捗しており、このことも岩田山への誘導に成功した要因のひとつと考えられている。
ちょうど申（さる）年だった1956年（昭和31年）春より約1年間の無料公開期間を設けてこの間に設備や陣容が整えられ、1957年（昭和32年）の3月に正式に開苑した。

### 年譜
- 1954年（昭和29年） - 7月14日初会合、10月22日嵐山群発見（頭数は諸説あり[注釈 6]）
- 1955年（昭和30年） - 12月24日岩田山本餌場への誘導に成功
- 1956年（昭和31年） - 春からプレ公開
- 1957年（昭和32年） - 3月17日開苑式
- 1962年（昭和37年） - 間直之助が『嵐山ニホンザル群の動態と体重測定』を出版、11月岩田宗之介と間直之助が京都新聞社文化賞を受賞
- 1964年（昭和39年） - 2月嵐山ニホンザル総合調査実施（日本野猿愛護連盟主催）
- 1966年（昭和41年） - 6月嵐山群がA群とB群に分裂
- 1968年（昭和43年） - ウィスコンシン大学のJ・T・エムレン教授らが来日、日米共同研究開始
- 1972年（昭和47年） - 2月嵐山A群全頭（150頭、嵐山ウエストと命名）をアメリカ合衆国のラレド (テキサス州)郊外の放し飼い実験場に向けて発送、6月ラレドにてニホンザル贈呈式
- 1974年（昭和49年） - 4月岩田山一帯が歴史的風土特別保存地区に指定される
- 1975年（昭和50年） - 京都市が岩田山を買収
- 1976年（昭和51年） - 浅葉信夫が苑長に就任
- 1978年（昭和53年） - 2月～3月嵐山B群からC群が生じる、8月兵庫県の柏原ファミリーランドへ移送（15頭）
- 1979年（昭和54年） - 1月韓国の全州市立動物園へ移送（15頭）、富山県の氷見市動物園へ移送（15頭）
- 1981年（昭和56年） - 京都大学霊長類研究所の放飼場へ移送（23頭、嵐山D群と命名）
- 1984年（昭和59年） - 2月老猿オプレスが亡くなり嵐山群の全頭が100%生まれながらの野生「餌付け」猿となった

## その他
室町時代の狂言『猿聟』（さるむこ）は嵐山の野猿群をモデルにした作品である。吉野山の猿が嵐山の猿に聟入する際、催された酒宴で聟猿が三段の舞を舞う。能楽『嵐山』の間狂言（あいきょうげん）としても挿入される。

## 交通
- 阪急嵐山駅より徒歩7分
- 京福嵐山駅より徒歩10分
- JR嵯峨嵐山駅より徒歩15分

櫟谷宗像神社の境内脇に入園口（料金所）がある。入園口から施設がある山の中腹まで徒歩約20分を要する。